# Schloss Pfeffenhausen

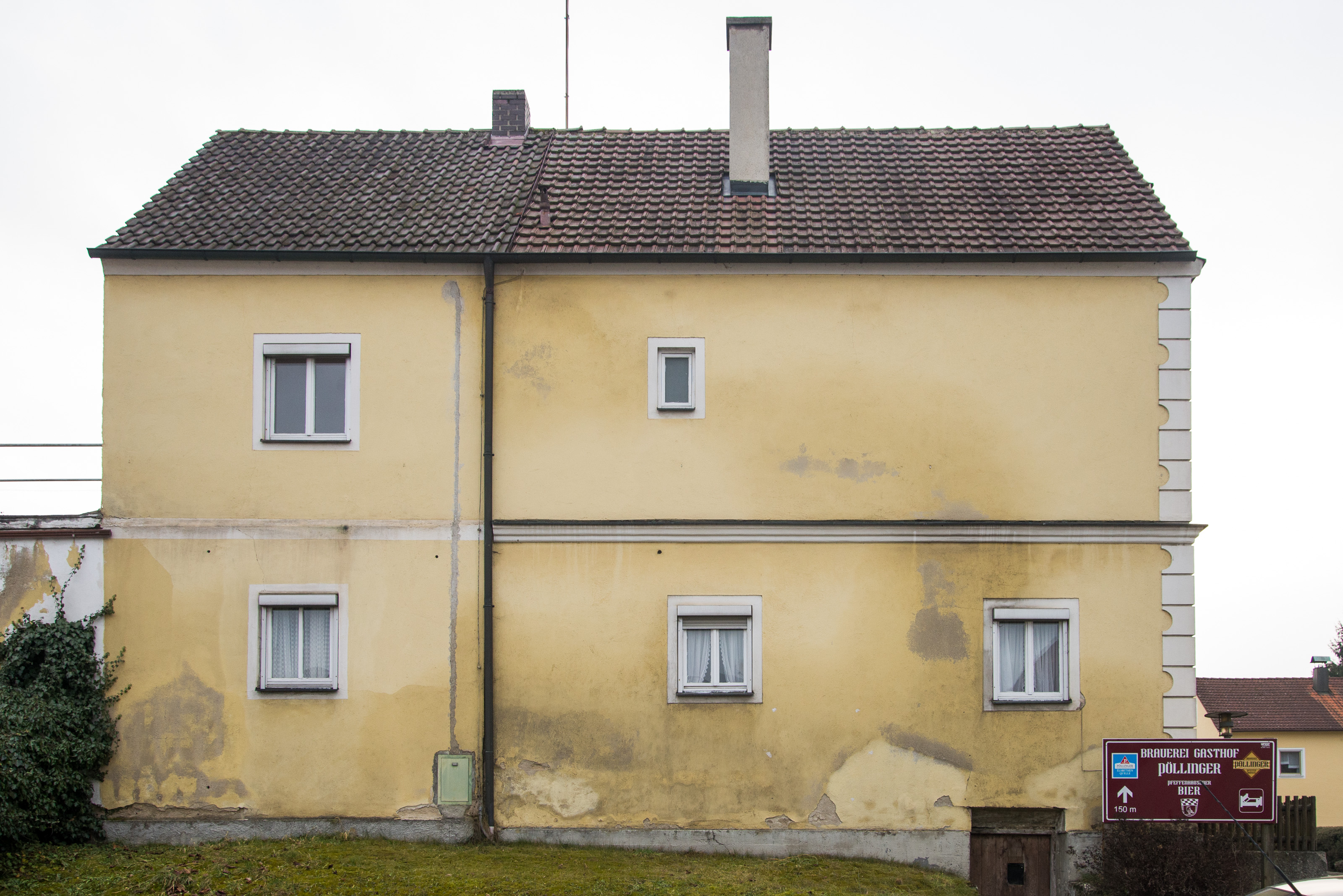
Schloss Pfeffenhausen

Das sogenannte Schloss Pfeffenhausen ist der ehemalige Sitz des Amtmanns in der Gemeinde Pfeffenhausen im Landkreis Landshut in Bayern.

## Geschichte
Das sogenannte Schloss Pfeffenhausen war seit Mitte des 16. Jahrhunderts Sitz des herzoglich-bairischen Amtes Pfeffenhausen des Pfleggerichts Rottenburg. Es ist heute ein Wohnhaus.

## Baubeschreibung
Das sogenannte Schloss steht unter Denkmalschutz (Nummer D-2-74-172-25) und wird folgendermaßen beschrieben:
- ehemaliger Sitz des Amtmanns, zweigeschossiger und giebelständiger Satteldachbau mit Erker, Eckrustizierung und Putzgliederung, Mitte 16. Jahrhundert.